# 郑文光
郑文光（1929年4月9日—2003年6月17日），出生于越南海防，祖籍广东中山，中国著名科幻作家，与萧建亨、童恩正、叶永烈、刘兴诗合称为中国科幻五大家，被誉为中国科幻文学之父。

## 生平
1947年回国。1948年入中山大学天文系学习。建国后，历任《科学大众》编辑、编辑主任、编审，《文艺报》记者，中国科学院北京天文台研究员，中国科普协会第二届常务理事、第三届理事，中国作家协会会员、世界科幻小说协会会员。著有长篇科学文艺读物《飞出地球去》、《飞向人马座》、《火星建设者》（获莫斯科世界青年联欢节大奖）等。学术著作有《康德星云说的哲学意义》《中国古天文学源流》，翻译作品《宇宙》《地球》等。
早在20世纪50年代他就开始创作发表科幻小说，成为当时著名的科幻作者。在20世纪80年代初的中国第二次科幻浪潮中他重返科幻文坛，发表了一系列优秀作品并创作了中国科幻史上里程碑式的长篇小说《飞向人马座》。1983年，《战神的后裔》出版。同年4月因病停止科幻创作。

## 作品
- 《飞向人马座》
- 《大洋深处》
- 《神翼》
- 《战神的后裔》